# Syrphoctonus coloratus
Syrphoctonus coloratus là một loài tò vò trong họ Ichneumonidae.